# Diplocephalus montaneus
Diplocephalus montaneus är en spindelart som beskrevs av Andrei V. Tanasevitch 1992. Diplocephalus montaneus ingår i släktet Diplocephalus och familjen täckvävarspindlar. Inga underarter finns listade i Catalogue of Life.